# معهد إلكانو الملكي
معهد إلكانو الملكي للدراسات الدولية والاستراتيجية (بالإسبانية: Real Instituto Elcano de Estudios Internacionales y Estratégicos)، وهي مؤسسة فكرية مقرها في مدريد في إسبانيا.

## التأسيس
أُنشأ في 26 نوفمبر 2001 كمؤسسة خاصة، حيث شكلتها وزارات الخارجية والاقتصاد والدفاع والتعليم والثقافة والرياضة بالإضافة إلى شركة السكك الحديدية العامة "RENFE"، كما تلقت أيضًا تمويل إضافي من بريسا وإيادس كاسا والإسبانية للبترول وسيات وإندرا سيستمز سيجا وتليفونيكا و زيلتيا. الهدف من تأسيسها هو "تعزيز المعرفة في المجتمع بالواقع الدولي والعلاقات الخارجية لإسبانيا في جميع جوانبها."

## التنظيم
- الرئيس الفخري: فيليبي السادس (ملك إسبانيا، أمير أستورياس سابقًا)
- رئيس مجلس الأمناء
  - إدواردو سيرا ريكساتش (2001–2005) [8]
  - غوستافو سواريز بيرتييرا (2006–2011) [9]
  - Emilio Lamo de Espinosa [emilio lamo de espinosa michels de champourcin] (منذ 2012)[10]
- المدير
  - إميليو لامو دي إسبينوزا (2001–2005)[10]
  - جيل كارلوس رودريغيز إغليسياس (2005–2012)[11]
  - تشارلز باول (منذ عام 2012)[12]

## الفهرس
- Morales San-Juan، Juan Carlos (2017). "La apuesta institucional del Real Instituto Elcano". Los centros de pensamiento y su influencia en la política exterior y de seguridad (PDF). Madrid: Universidad Nacional de Educación a Distancia. ص. 306–314. مؤرشف من الأصل (PDF) في 2022-10-22.